# Ichneumon pretorius
Ichneumon pretorius là một loài tò vò trong họ Ichneumonidae.